# Johann Christoph Ludwig Stauffenpuhl
Johann Christoph Ludwig Stauffenpuhl († Januar 1690) war ein leitender Beamter im Dienst des Herzogs Moritz von Sachsen-Zeitz.

## Leben und Wirken
Stauffenpuhl ist seit 1678 als Amtmann in Suhl im albertinischen Teil der Grafschaft Henneberg nachweisbar, zuvor war er Gewalthaber in Oppurg. Verheiratet war er mit Anna Martia Stauffenpuhlin. Er starb Anfang Januar 1690. Unter ihm fanden im Amt Suhl bereits keine Hexenprozesse mehr statt.